# Parco Don Giussani
Il parco Don Giussani (ex parco Solari), è uno dei parchi cittadini di Milano.
Realizzato nel 1935 su progetto dell'architetto Enrico Casiraghi e intitolato nel 2006 a Don Giussani (1922-2005), fondatore del movimento ecclesiale cattolico Comunione e Liberazione, si estende su un'area trapezoidale di poco più di quattro ettari compresa fra le vie Solari, Montevideo e Vincenzo Foppa e il viale Coni Zugna nel Municipio 6 di Milano. Il parco è servito dalla fermata Sant'Agostino della linea M2 verde e dalla fermata Coni Zugna della linea M4 blu della metropolitana.

## Storia
La creazione del parco fu affidata ad Enrico Casiraghi, progettista nello stesso periodo anche del parco Lambro, e pensata per dotare di verde l'area precedentemente occupata dallo scalo bestiame che serviva il vicino Macello pubblico.
Inizialmente il parco era attraversato da un tratto a cielo aperto dal fiume Olona, che sfociava nella Darsena di Porta Ticinese; in seguito l'Olona fu prima coperto e successivamente deviato completamente lungo i viali della circonvallazione esterna, per evitare il rischio di inquinamento dei Navigli.
Nel 2004 l'area è stata sottoposta a lavori di riqualificazione che hanno tra l'altro fornito il parco di migliore illuminazione e di un sistema di videosorveglianza e ospita, fra le altre attrezzature, una piscina comunale coperta progettata nel 1963 dall'architetto Arrigo Arrighetti (Piscina Solari).

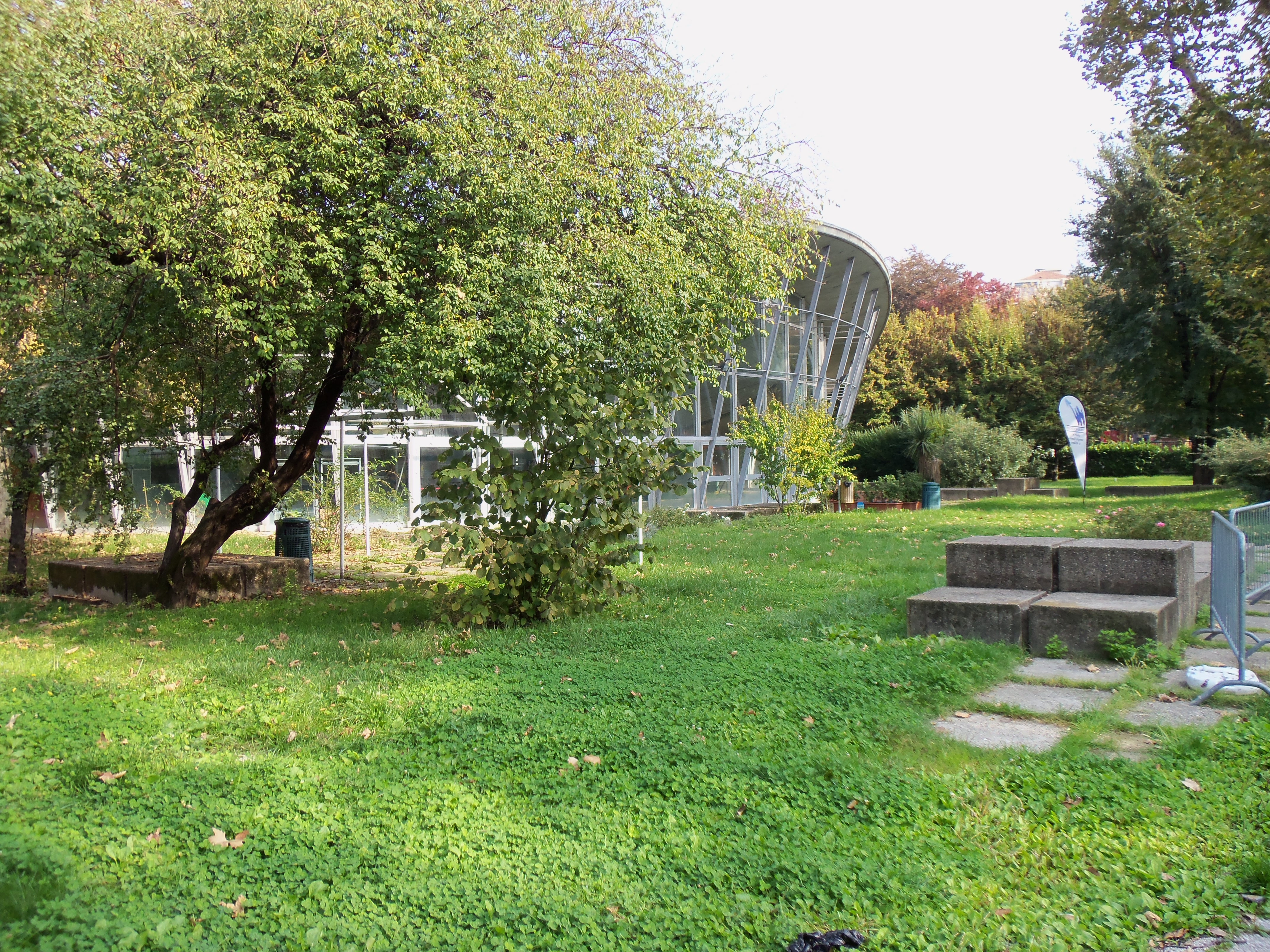
La piscina all'interno del parco

## Alberi e attrezzature
Tra le piante ad alto fusto, ricordiamo: acero di monte e argentato, cedro dell'Atlante e dell'Himalaya, ippocastano, albero di Giuda, mirabolano, farnia, carpino bianco, Faggio, magnolia, olmo, platano, pruno, quercia, pioppo cipressino; tra gli arbusti, diverse varietà di ortensia e di rosa; a cura delle guardie ecologiche, è stato predisposto un "percorso botanico", con una piccola guida descrittiva delle essenze.
Al centro del parco, una fontana sgorga dal ceppo (formazione rocciosa) della valle del Lambro; poco distante una scultura di Kan Yasuda, la "Porta di ritorno" rappresentante un pistacchio. Quattro sono le aree gioco e tre gli spazi recintati per i cani.

## Galleria d'immagini

Il cantiere per la costruzione del parco nel 1932, visto da sud a nord. In primo piano l'Olona
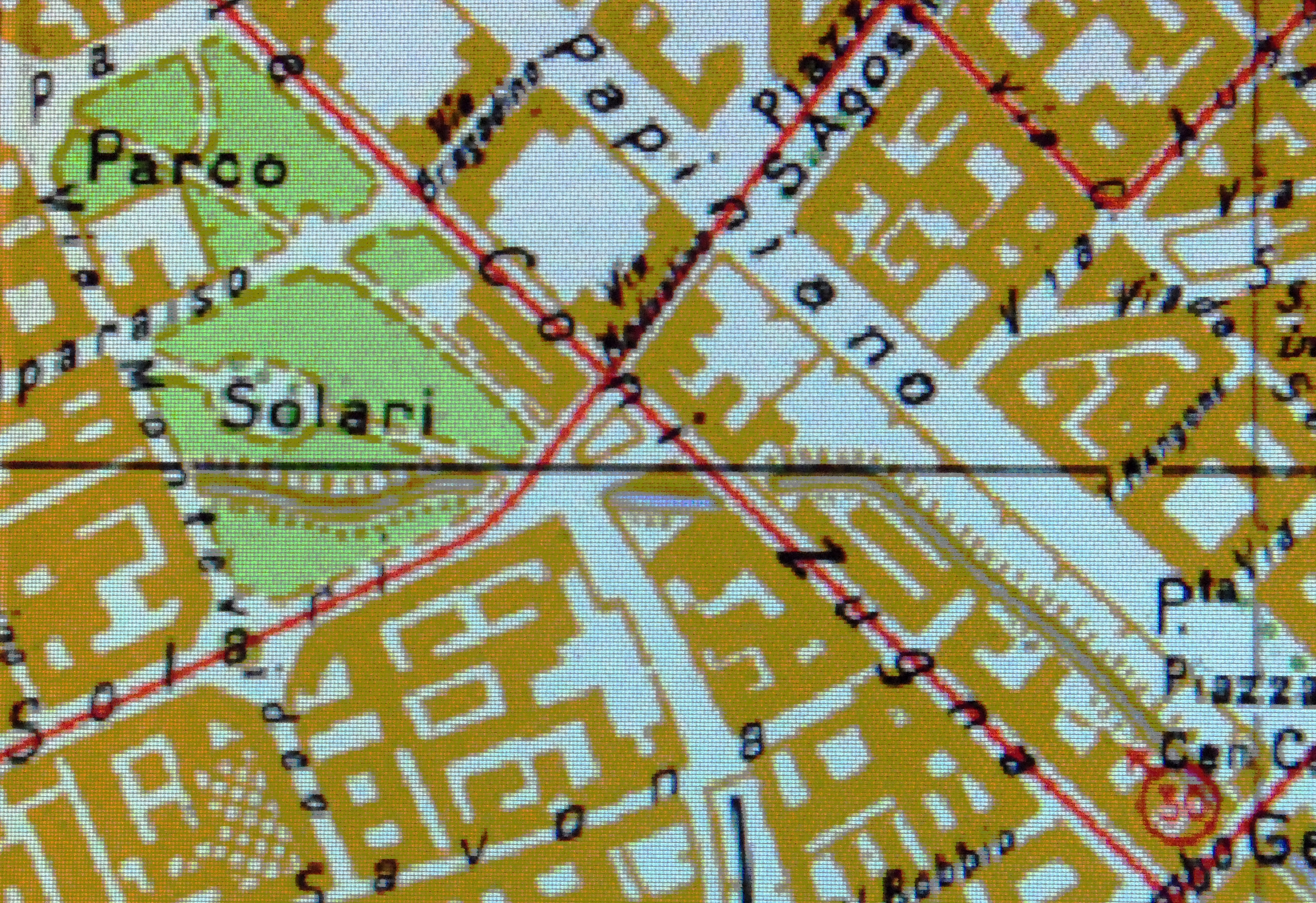
In una pianta del 1937 è visibile l'Olona che attraversa il parco e prosegue a nordest verso la darsena